# Cantaria

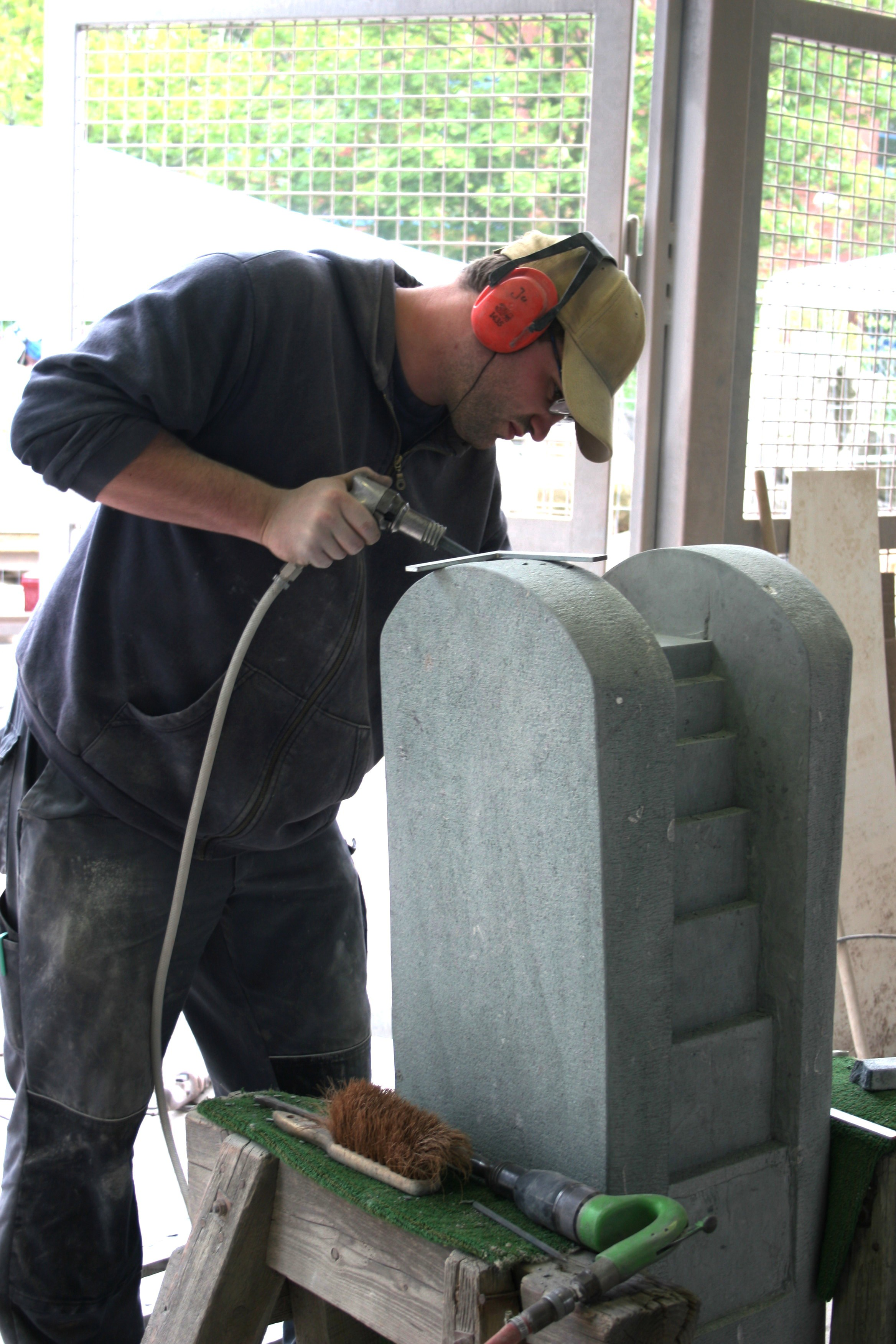
Um canteiro trabalhando

Cantaria é o ofício ou arte de talhar blocos de rocha bruta de forma a constituir sólidos geométricos, normalmente paralelepípedos, de variável complexidade, para utilização na construção de edifícios ou de muros. O profissional desse ofício chama-se canteiro.

## História
A técnica foi introduzida no Brasil durante o período colonial, em 1549, quando o arquiteto militar português e mestre de cantaria Luís Dias chega ao país acompanhando o primeiro governador geral da colônia, Tomé de Sousa. Inicialmente, as pedras eram importadas já talhadas de Portugal como lastro dos navios, para serem utilizadas nas construções. Não era costume aplicar a cantaria na edificação por completo, por conta da escassa mão de obra e alto custo do material. Dessa forma, a técnica podia ser encontrada apenas em pontos específicos das edificações, como nos frontispícios, nos umbrais, nas pilastras, nas cornijas, nos portais e nas janelas, sendo utilizada outra técnica de vedação no restante da construção.
.

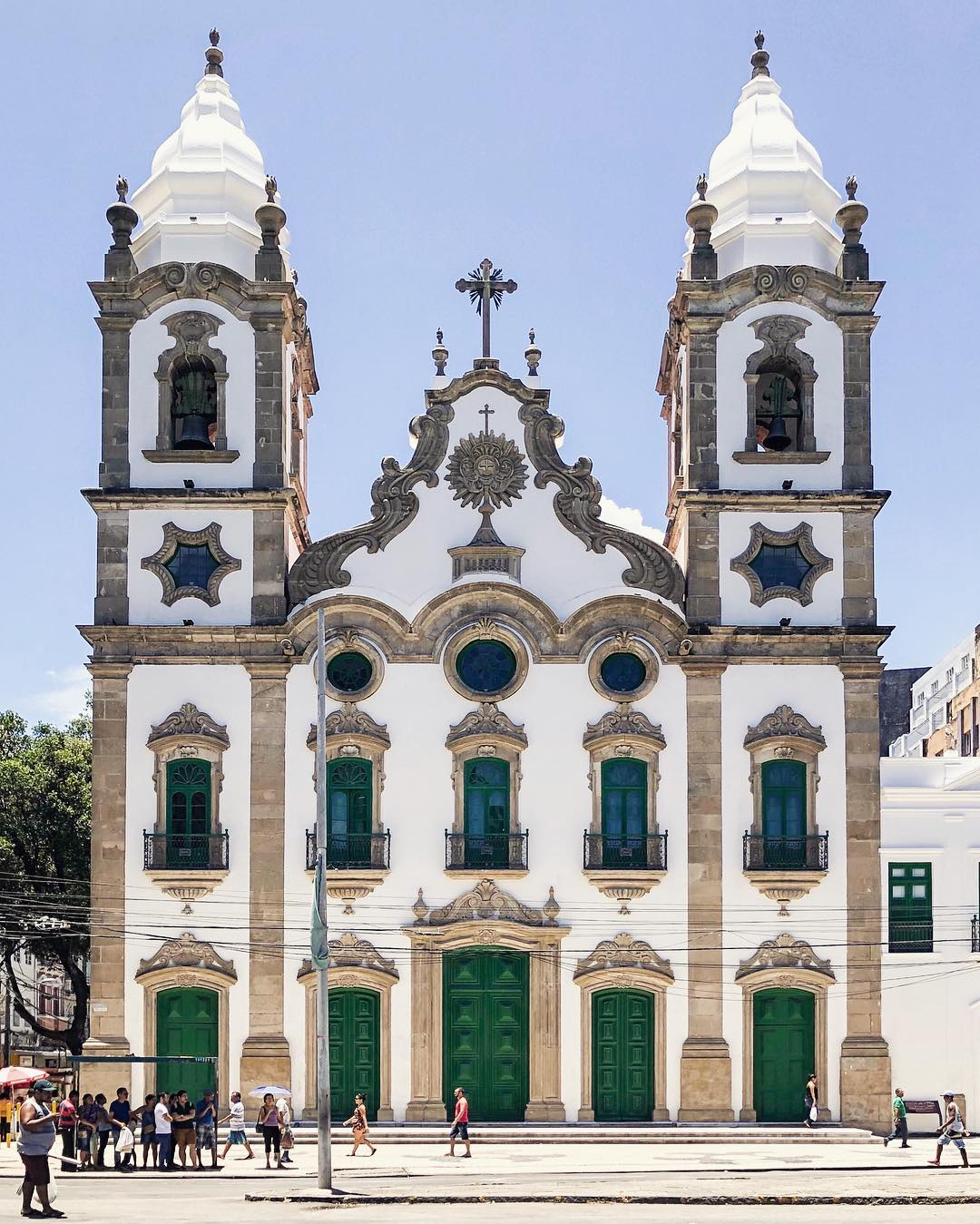
Igreja do Santíssimo Sacramento de Santo Antônio, Recife

O processo de expansão dessa técnica pelo país se deu principalmente por meio das Missões Jesuíticas. No Sul, apesar de grande parte dessa arquitetura ter sido destruída, as construções eram excelentes e tinham uma estética avermelhada por conta do arenito encontrado no local. Em Minas Gerais, também foram usadas rochas locais, como o quartzito, trazendo uma identidade à arquitetura do estado.
A cantaria é um dos métodos de construção em pedra. O sistema construtivo com a utilização de pedras varia conforme os materiais utilizados para seu assentamento e, por se tratar de um procedimento propagado desde os primeiros séculos, há diversas técnicas de aplicação. As mais utilizadas no Brasil são: 
- Pedra Seca (“in natura”);
- Pedra e barro;
- Pedra e cal;
- Adôbos.

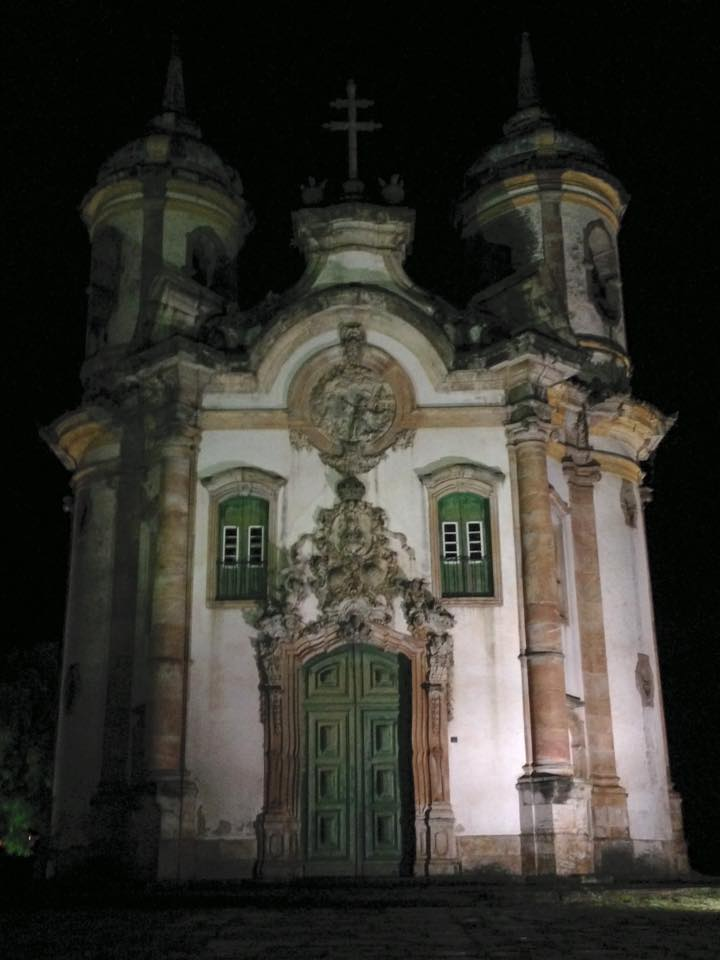
Igreja de São Francisco de Assis, Ouro Preto

Tratando-se de um sistema construtivo dispendioso, a cantaria era geralmente utilizada em cidades de mineração de ouro ou reconhecidas por suas atividades comerciais. Alguns exemplos da utilização desse sistema são a Basílica de Nossa Senhora do Carmo, a Concatedral de São Pedro dos Clérigos e a Igreja Matriz do Santíssimo Sacramento de Santo Antônio no Recife em Pernambuco; São Miguel das Missões no Rio Grande do Sul; a Igreja de São Francisco de Assis e a Basílica Menor de Nossa Senhora do Pilar em Ouro Preto, Minas Gerais; e a Igreja Matriz de Nossa Senhora dos Remédios em Paraty no Rio de Janeiro.